# Nolana linearifolia
Nolana linearifolia är en potatisväxtart som beskrevs av Rodolfo Amando Philippi. Nolana linearifolia ingår i släktet cymbalblommor, och familjen potatisväxter. Inga underarter finns listade i Catalogue of Life.